# Verkeerstechnische begeleiding
Verkeerstechnische begeleiding, afgekort tot VTB, is een activiteit van de verkeerspolitie. Het betreft motorrijders die zich bezighouden met het begeleiden van spoedeisende diensten en vips. Bij spoedeisende diensten kan men bijvoorbeeld denken aan een ambulance of brandweer, maar ook hulpdiensten zonder geluidssignalen en die dus niet zomaar overal tussendoor kunnen. Bij vips kan men bijvoorbeeld denken aan een lid van het Koninklijk Huis dat van A naar B gebracht moet worden. De Koninklijke Marechaussee kan indien van toepassing een ere-escorte vormen.

## Begeleiding
De begeleiding bestaat uit de volgende motorrijders:
SpitsersVoorop rijden twee of meer spitsers, dit zijn de motorrijders die de te passeren wegen en kruisingen vrijmaken, zodat de stoet kan blijven rijden. Op kruisingen zetten zij, zoals dat heet, een blok. Dat wil zeggen dat ze al het verkeer op die kruising een stopteken geven en het kruispunt helemaal vrij maken, inclusief de rijbanen waarlangs de stoet komt.
CommandantDe commandant is de motorrijder die voor het te begeleiden voertuig rijdt. Of, bij meerdere te begeleiden auto's, voor de voorste. Het te begeleiden voertuig is afhankelijk van hem en volgt zijn bevelen op. Als de spitsers rechtsaf gaan, maar de commandant rechtdoor, gaat het voertuig ook rechtdoor. Voor het begeleiden van een ambulance is het noodzakelijk dat de mobilofoon in de ambulance naar een zogenoemd begeleidingskanaal schakelt. In dit begeleidingskanaal zitten de motoren, zodat de chauffeur van de ambulance mee kan luisteren en anticiperen op wat de motoren doorgeven.
StaartrijderDe staartrijder is de motorrijder die helemaal achteraan de stoet rijdt. Hij geeft de kruisingen weer vrij en eventuele auto's die aan de kant stil zijn gezet weer een oprijteken. Bij ambulance ritten is de staartrijder vaak niet nodig.
Ere-escorteEventueel rijdt er nog een ere-escorte van de Koninklijke Marechaussee mee. Deze rijdt voor de stoet, maar achter de commandant.

## Werkwijze

### Signalen
De motorrijders van de VTB gebruiken verschillende signalen. Optische en geluidssignalen. Bij het oprijden van een kruising blazen zij op hun fluitje en laten zij ca. 5 seconden hun sirene horen. Dit om te laten merken dat ze op de kruising staan en er dus opgelet moet worden. Bij een auto of motor die de stoet tegemoetkomt op een niet al te brede weg rijdt hij op de linkerrijbaan om de auto of motor te onderscheppen. Vervolgens geeft hij dit door aan zijn collega's.
De staartrijder geeft de kruising vrij door – vaak staat hij op, maar niet altijd – het teken te geven dat het verkeer nu weer de normale verkeersregels in acht moet nemen. Dit teken vormt hij door zijn hand in de lucht te steken en vervolgens met zijn pols een ronddraaiende beweging te maken. Hierbij fluit hij ook ongeveer twee seconden.

### Kruisingen
Een stoet volgt een vaste procedure tijdens het oversteken van een kruising. Een spitser rijdt een stuk vooruit en zet de kruising stil, vervolgens wordt het deel vanwaar de stoet komt vrijgemaakt. Als de kruising stilstaat en het te berijden vlak leeggetrokken is heeft de agent er 'een blok gezet' Zodra de volgende spitser op de kruising komt rijdt de eerste verder. De staartrijder geeft vervolgens de kruising weer vrij.

### File
Bij file heeft het weinig zin om al het verkeer door te laten rijden. In dat geval wordt het verkeer zo veel mogelijk naar de kant geloodst en rijdt de stoet op de Duitse manier: tussen het verkeer door.

### Snelweg
Op de snelweg wordt er inhalend gereden. Zo voorkomt men dat er anderen gelijk met de stoet meerijden. Een spitser rijdt een heel stuk vooruit en geeft eventuele filevorming of afsluitingen door. Ook maakt hij een baan vrij. Te opdringerige voertuigen aan de achterkant van de stoet krijgen van de staartrijder het teken dat ze af moeten remmen. De spitsers blokkeren ook de opritten, zodat er geen auto's de snelweg op kunnen op het moment dat de stoet langskomt.

## Systeem in België
In België bestaat een soortgelijke manier van begeleiden. Daar noemt men de spitser een voltigeur. De commandant wordt ook weleens chef escorte genoemd en de staartrijder kan ook wel met sluitingsrijder worden aangeduid. Bij complexe opdrachten wordt er een beroep gedaan op de dienst Luchtsteun (helikopter; de RAGO) van de federale politie.